# Греція на руїнах Міссолонгі
Греція на руїнах Мессолонгіона, також зустрічаються назви Греція на руїнах Міссолонгі, або Греція на руїнах Міссолунгі — картина французького художника Ежена Делакруа, створена 1826 року. Нині експонується в Музеї витончених мистецтв в місті Бордо, Франція.
Ця картина натхненна третьою облогою міста Мессолонгіон в добу грецької національно-визвольної війни 1821—1829 років проти Османського імперії, коли більшість мешканців міста вирішили добровільно здати ворогові місто, аби уникнути голоду й епідемій.